# Бонковиці
Бонковиці (пол. Bąkowice, нім. Bankwitz) — село в Польщі, у гміні Сьверчув Намисловського повіту Опольського воєводства.
Населення — 453 особи (2011).

## Демографія
Демографічна структура станом на 31 березня 2011 року:
|          | Загалом | Допрацездатний вік | Працездатний вік | Постпрацездатний вік |
| -------- | ------- | ------------------ | ---------------- | -------------------- |
| Чоловіки | 231     | 50                 | 165              | 16                   |
| Жінки    | 222     | 45                 | 123              | 54                   |
| Разом    | 453     | 95                 | 288              | 70                   |